# Chlorodrepana aequisecta
Chlorodrepana aequisecta es una especie de polilla de la familia Geometridae. La especie fue descrita por primera vez por Louis Beethoven Prout habiendo sido descrita en 1922, con distribución en la República del Congo. El holotipo de la especie fue descrita en el sector Bitye, en los alrededores del río Dja, al sur de Camerún.

## Descripción
Es una polilla mediana con una envergadura de unos 33 milímetros (1,3 plg). El ala anterior cuenta con el borde costal claro moteado de verde, un área verde proximal limitada por una línea oscura más fuerte, que sigue un curso diferente al de C. rothi y bruscamente doblada hacia afuera en R', prominente en R3 y escasamente incurvada posteriormente.: Notas 1  Los puntos terminales se ven casi obsoletos. El ala posterior cuenta con El ápice y termen de modo más redondeados y un parche costal rojo bastante brillante. Ambas alas por debajo se ven menos oscurecidas que en C. rothi.